# Roberto Navia
Roberto Navia Gabriel (Santa Cruz de la Sierra, 1975) es un periodista boliviano, ampliamente galardonado por sus artículos y reportajes de investigación.

## Biografía
Periodista y escritor. Dos veces ganador del Premio Internacional de Periodismo Rey de España. Es director de la Revista Nómadas y licenciado en Ciencias de la Comunicación por la Universidad Autónoma Gabriel René Moreno. Fue becado por la Fundación Nuevo Periodismo Iberoamericano, creada por Gabriel García Márquez, y amplió estudios en Estados Unidos gracias a la obtención de la beca Edward R. Murrow. Trabaja como periodista desde 1998, cuando todavía era estudiante, en el diario boliviano El Deber y colabora habitualmente en periódicos de Argentina, Chile y España.
En 2005 recibió su primer reconocimiento con el Premio Lorenzo Natali que otorga la Comisión Europea por el reportaje Trabajar o morir. Al año siguiente, recibió en su país el Premio Nacional de Periodismo por el artículo La maldición de ser Sudaca, galardón que concede la Asociación de la Prensa de Bolivia. Ya en 2007 obtuvo el Premio Ortega y Gasset que concede el diario español El País por un artículo publicado en El Deber, Esclavos made in Bolivia, donde narraba el tráfico de trabajadores bolivianos por mafias que los situaban en talleres clandestinos de Brasil y Argentina, para el que hubo de pasar un mes confundido en los talleres. En 2012 recibió el Premio de Reportaje sobre Biodiversidad por Flechas contra el asfalto, donde trató la situación de los indígenas en Bolivia, y nuevamente en 2014 por el comercio ilegal de madera. Ese mismo año, por un reportaje de 2013 titulado Tribus de la inquisición, en el que refirió los linchamientos que se sucedieron en la localidad de Ivirgarzama, en la provincia de Carrasco, en el centro de Bolivia, y que se iniciaron cuando una turbamulta roció de gasolina y quemó a un acusado del robo de un camión, se le otorgó en su país el Premio Nacional de Crónica de no Ficción, el Pedro Rivero Mercado y el Libertad Juan Javier Zeballos y, en España, el Premio Internacional de Periodismo Rey de España.
Roberto Navia es, además, coautor de una biografía sobre el presidente boliviano, Evo Morales, con el título Un tal Evo.
En 2024, su crónica "Tribus de la Inquisición", la cual relata los linchamientos en Bolivia, fue adaptada a una película de ficción titulada "Mano Propia", dirigida por el cineasta Gory Patiño.